# Омбудсман
О̀мбудсманът (от нордически: umboð – „задача, пълномощно", umboðmaðr „упълномощен“) е независимо длъжностно лице, на което са възложени функции да контролира спазването на законните права и интереси на гражданите от страна на органите на изпълнителната власт и длъжностните лица на фирми и институции. Обект на внимание най-вече са хора или групи от хора, които не са силни в обществото или са в уязвима ситуация и трудно биха могли да се защитават сами (напр. деца, пациенти, жертви на насилие).
Съгласно българския Закон за омбудсмана той ...се застъпва с предвидените в този закон средства, когато с действие или бездействие се засягат или нарушават правата и свободите на гражданите от държавните и общинските органи и техните администрации, както и от лицата, на които е възложено да предоставят обществени услуги. Омбудсманът изпълнява функциите си, като приема и разглежда жалби и сигнали за нарушения на права и свободи на гражданите и прави проверки по тях.
В други страни съществуват различни практики. Омбудсманът може да е национален или общински служител, назначаван от правителството, парламента или общинския съвет, който е отговорен за представяне на интересите на обществото като проучва и се занимава с оплаквания на граждани. В някои юрисдикции омбудсманът е споменат, поне официално, като „парламентарен пълномощник“.
Съществуват омбудсмани на корпорации, вестници, неправителствени организации. Този тип омбудсман очевидно не разполага с предоставени от държавата правомощия.
Много частни компании, университети и агенции имат също така омбудсман, който защитава интересите на свързаните с тях лица. Омбудсманът и неговата администрация са структурирани, за да функционират независимо, като се отчитат само пред дирекцията.
Омбудсманът в такива организации действа неформално (без никакво право за взимане на управленски решения).

## България
Правното положение, организацията и дейността на омбудсмана се уреждат от Закона за омбудсмана (обн. ДВ бр.48 23 май 2003 г., в сила от 1 януари 2004, изм. и доп. ДВ бр.30 11 май 2006, в сила от 12 юли 2006 г.). Според разпоредбите на този закон, омбудсманът се застъпва с дадените му правомощия да защитава лица, чиито права са нарушени в резултат на действие/бездействие на държавни, общински институции или лица, занимаващи се с обществена дейност. Дейността на омбудсмана е публична и независима по своето същество, подчинявайки се само и единствено на Конституцията, законите и ратифицираните от Република България международни договори. Държавните и общинските органи, както и всички физически и юридически лица са длъжни да оказват съдействие на омбудсмана във връзка с изпълнението на служебните му задължения. Институцията омбудсман се финансира от държавния бюджет или от други публични източници.

## Правно положение
Омбудсманът на Република България се избира от НС за срок от 5 години като след изтичането на мандата му е възможно той да бъде преизбран най-много още веднъж. За омбудсман могат да бъдат избирани лица, които са български граждани, имащи висше образование, високи морални качества и заслуги и отговарят на изискванията за народен представител. Омбудсманът се избира с тайно гласуване с гласовете на повече от половината народни представители. НС избира и лице, което да заема длъжността заместник-омбудсман, на което титулярът може да делегира част от своите правомощия. Длъжността е несъвместима с друга длъжност в държавно учреждение, дружество развиващо стопанска дейност, политически партии или синдикални организации. Встъпвайки в длъжност омбудсманът полага следната клетва: „Заклевам се в името на Република България да спазвам Конституцията и законите на страната и да защитавам правата на човека и основните свободи, като изпълнявам добросъвестно и безпристрастно правомощията си.“.
Правомощията на омбудсмана се прекратяват предсрочно в следните случаи:
1. Подаване на оставка
2. Установяване на несъвместимост
3. Фактическа невъзможност да се упражняват служебните задължения за срок по-дълъг от 6 месеца
4. Влизане в сила на присъда за умишлено престъпление
5. Смърт
6. Несправяне със задълженията или неспазване на Конституцията, законите или ратифицираните от Република България международни договори.
Упражнявайки своята дейност, омбудсманът използва имунитета на народен представител, който може да бъде предсрочно снеман по законовоустановения начин. Омбудсманът получава основно месечно възнаграждение в размер на 90 на сто от възнаграждението на председателя на НС.

## Правомощия
Омбудсманът приема жалби и оплаквания от лица, които считат, че правата им са нарушени от държавни, общински органи или от лица занимаващи се с обществена дейност. Омбудсманът прави необходимите проверки по жалбите и отговаря писмено на сезиралото го лице в едномесечен срок. В случай, че разглежданият проблем е по-сложен, срокът може да е до три месеца. Омбудсманът прави предложения и препоръки и посредничи за отстраняване на спора между обществените органи и потърпевшите лица. Омбудсманът може да сезира Конституционния съд, ако прецени, че се налага тълкуване на Конституцията или обявяване на противоконституционност на закон. Омбудсманът може да сезира и главния прокурор в случай на установяване на престъпление от общ характер.
Омбудсманът има право на достъп и навременна и точна информация от обществените органи и може да изразява публично своето становище по конкретни проблеми. Омбудсманът няма право да разгласява информация станала му известна при изпълнение на служебните му задължения, която представлява държавна, служебна, търговска тайна или е от личен характер.
До 31 март на всяка календарна година омбудсманът трябва да представя пред НС годишен доклад за своята дейност.